# Danielle Baas
Danielle Baas (Sint-Agatha-Berchem, 20 februari 1958) is een Belgische pianiste, koordirigente en componiste van hedendaagse klassieke muziek. Zij zet zich in voor de promotie van hedendaagse Belgische klassieke muziek.

## Biografie[2]
Danielle Baas is van Nederlandse origine, maar werd geboren in 1958 in België. Ze bracht haar kindertijd door in de Democratische Republiek Congo tot aan het einde van basisonderwijs, en keerde terug naar België voor haar secundair onderwijs. Ze studeerde Latijn-wetenschappen en startte haar muzikale opleiding aan de Gemeentelijke Muziekacademie van Jette. Daar leerde ze piano, gitaar, orgel, zang en dictie. Ze kreeg o.a. les van Cécile Frisque-Vanneste (piano). Naast muziek interesseerde ze zich ook voor klassieke dans, vanuit een fascinatie voor alle vormen van creatie. Daarna vervolmaakte ze zich aan het Koninklijk Conservatorium van Brussel, waar ze notenleer, muziekgeschiedenis, harmonieleer, praktische harmonie, muziekanalyse, piano en contrapunt volgde. Ze behaalde een eerste prijs voor notenleer en een tweede prijs voor harmonie. Haar docenten waren o.a. Léon Jongen (notenleer), Robert Meeus (muziekgeschiedenis), André Finck (muziekanalyse) en Jean-Marie Simonis (harmonieleer). Op 36-jarige leeftijd begon ze als autodidact te componeren.
Tussen 1997 en 2008 werd Baas laureaat van meerdere internationale compositiewedstrijden, o.a. in de Verenigde Staten (1997, 2007), China (2003, 2007), Servië (2005, 2007) en Italië (2008). Ze won de vierde prijs bij de Internationale Compositieprijs in de Verenigde Staten in 1997 met een werk voor piano, en won in datzelfde jaar de Albany Carillon International Competition met Six miniatures pour carillon. In 1998 schreef ze een werk voor gitaarsolo, maar de wedstrijd werd geannuleerd. Niettemin wilde een Zwitserse firma het werk uitgeven. 
Een Chinese compositiewedstrijd koos haar pianowerk Oppression voor een concert in Peking in 2003. Enkele jaren later in 2007 werd opnieuw een compositie van Baas uitgevoerd tijdens een festival in Peking, ditmaal een concertino voor gitaar en strijkorkest dat ze schreef in opdracht van de Braziliaanse gitarist Arnaldo Freire. In 2005 ontving ze in Servië de Merit Award, in het kader van de Youth for Justice and Peace Composition Contest. Voor dit project speelden kinderen muziek van vrouwelijke componisten. Baas’ composities werden later uitgevoerd door de pianist Pilar Valero. 
Baas zette zich gedurende haar carrière in voor de promotie van Belgische componisten. In 2001 stichtte ze het Ensemble Mikrokosmos (oorspronkelijk Ensemble Yolande Uyttenhove genaamd), dat een variabele samenstelling kent. Dit ensemble is gericht op de creatie van hedendaagse Belgische werken. In 2004 won het de Fuga Trofee van de Unie van Belgische componisten, waarmee de organisatie inspanningen wil belonen om het werk van hedendaagse Belgische componisten te verspreiden.
In 2005 stichtte ze ter ere van de 175-jarig bestaan van België ook het Festival Emergence. Dit festival is uitsluitend gewijd aan de hedendaagse Belgische muziek en wordt georganiseerd in samenwerking met het cultureel centrum van Sint-Agatha-Berchem. Het bestaat uit een reeks van 12 kamermuziekconcerten in aanwezigheid van de componist. Baas bleef artistiek directeur van het festival tot 2008. 
In 2010 en 2011 organiseerde Baas twee concertreeksen onder de titel “Vrouwen van de wereld”. Ter ere van de tweehonderdste verjaardag van Frédéric Chopin (2010) en Franz Liszt (2011) lieten hedendaagse vrouwelijke componisten zich door hen inspireren om nieuw werk te schrijven. Deze concerten vonden twee keer plaats in België en één keer in Rusland. 
In 2015 ontving Baas zelf de Fuga Trofee voor haar inspanningen om de werken van Belgische componisten bekend te maken. In datzelfde jaar werd ze artistiek directeur van het Festival Osmose en Osmose Intermezzo in Evere. Sinds april 2021 is ze eveneens artistiek directeur van L’Heure musicale in Sint-Jans-Molenbeek. 
In november 2021 nam ze een functie op als penningmeester van ADAME (Les Amis de l’Académie de Musique d’Evere), en in 2023 van de Unie van Belgische Componisten. Ze is tevens voorzitter van de Unie. 
De composities van Baas worden uitgevoerd in diverse landen, zoals België, Frankrijk, Italië, Bosnië-Herzegovina, Spanje, Duitsland, Nederland, Tunesië, Brazilië, China, de Verenigde Staten, Rusland, Mexico, Servië, Bulgarije, Zwitserland, ... Ze werkte reeds samen met verschillende muzikanten, zoals pianisten Pilar Valero, Yves Robbe en Guy Livingston, cellist Bruno Ispiola, gitarist Arnaldo Freire, en coloratuursopraan Liliana Marcu. Daarnaast heeft ze aan het hoofd gestaan van drie amateurkoren.

## Muzikale stijl
Baas’ muzikale stijl is zeer breed en ze vindt haar inspiratie zowel in de romantiek als in de jazz en de 20ste-eeuwse klassieke muziek. Ze verkent de mogelijkheden van atonaliteit, maar behoudt niettemin altijd tonale referenties. Haar composities leggen een sterke nadruk op ritmische aspecten. Geïnspireerd door de koralen van Bach, de melodieën van Schubert, en het oeuvre van Berg en Bartók, experimenteerde ze met modulaties. Vaak moduleert ze in één of twee maten naar verre toonaarden. Baas zoekt ook graag een ”pure” klank op, die de schoonheid van klank tot zijn recht laat komen.
Baas is van mening dat een componist zeer vrije vormen mag hanteren. Voor composities bedoeld voor het brede publiek verkiest ze echter de ABA-vorm. Op deze manier kan ze memorabele thema’s creëren die het publiek bijblijven.

## Oeuvre[5]
Baas schreef al meer dan 120 werken voor uiteenlopende bezettingen, o.a. vocale kamermuziek, koorwerk, werk voor piano solo, en diverse kamermuziekensembles (bv. gitaartrio, koperkwintet, strijkkwartet). Ze schreef ook solowerken voor accordeon, basklarinet, fluit en gitaar. Haar oeuvre bevat slechts twee werken voor symfonisch orkest. Ze arrangeerde verschillende van haar eigen composities voor andere bezettingen.
Voor de teksten van haar liederen werkte ze reeds samen met o.a. de Belgische dichters Benoît Coppée, Dimitri Parée, Salah Lahoussine en Nicolas Gianniodis, de Franse dichteres Marie-Claude Jaslet-Guézec, en de Amerikaanse dichteres Linda Rimel. 
Haar uitgavecatalogus werd gepubliceerd door CeBeDeM. Sinds 1996 is haar biografie opgenomen in de Cambridge Who’s Who database en sinds 2000 in het American Biographical Institute. 

### Solo-instrument

#### Piano
- Bruxelles aux pavés fleuris – Echos

- Elégance caractère 1

- Hommage à Chopin

- Humoresque (versies van 3 en 5 minuten)

- Joke

- La passante à la belle ceinture

- Loneliness

- Moment musical sur le prénom de JS Bach

- Mouvance

- Oiseaux Baignade (versie 1:18)

- Oppression

- Deux pièces en fa

#### Orgel
- Fantaisie - Hommage à J S Bach

#### Cello
- 10 etudes voor solo cello

#### Gitaar
- Berceuse

- Mutatis mutandis

#### Beiaard
- Six miniatures pour carillon

#### Voor kinderen (piano)
- Invention

- La boîte à musique

- Le pendule

- L’oiseau de nuit (3 versies)

- Ricochet

- Romances sans paroles

- Spleen

- Valse simplette

- Vol de cygognes

### Duetten

#### Dwarsfluitenmarimba(of piano)
- Pastorale

#### 2celli
- Ruptures

#### Vioolen cello
- La fille du peuple - Promenade

#### Viool en piano
- Osmose

- Pensées (optioneel met zangpartij)

#### Klarineten piano
- A Jazz sur Sambre

- Confidences (klarinet in a)

- Ombre et Soleil

#### Altsaxofoonen piano
- Confidences

- Classic Blues

#### Trompeten piano
- Classic Blues

- Sirtaki

#### Cello en piano
- A Capriccio

- Réminiscence

- Hymne (optioneel met koor)

- Rachmaninoff

#### Accordeon en piano
- O Nikos

- Felix Musica

#### Klarinet en cello
- Tribal

#### Gitaar en cello
- Intermezzo - Une île

#### Zang en piano
- Alanguie (mezzosopraan of bariton)

- Aria ossessiva (mezzosopraan)

- A Sign-Seeker (sopraan)

- Avenir (mezzosopraan)

- C’est pourquoi!

- Ce suflet trist

- Die Liebe hat gelogen

- Die Nachtigall

- Ecriture en blanc (sopraan)

- Gesang der Geister über den Wassern (mezzosopraan)

- Her Immortality (sopraan)

- Kamadeva (met percussie)

- L’Addio (sopraan)

- Les Patineurs-Oiseaux (sopraan)

- Pauline rêve (sopraan)

- Porte ouverte sur l’été

- Roses and Sweet Peas (coloratuursopraan)

#### Zang en gitaar
- Ce Poème

#### Pianoquatre-mains
- Ratios: 5 etudes

- Noblesse

- IA marche funèbre

- Les Temps de l’Homme (inspirés des tapisseries d’Edmond Dubrunfaut)

#### Twee piano’s
- Eveil – Hommage à Theodorákis

- La Fille du Peuple

- Les Couloirs de la Bibliothèque Centrale à Sarajevo

#### Tweedoedelzakken
- The Ghost’s dance in a ring

#### Voor kinderen
- Petite Sérénade (gitaar en altviool of gitaar)

- Sans Altérations (blokfluit en piano)

- Une île (gitaar en epinette)

### TRIO’S

#### Cellotrio
- Arioso

#### Gitaartrio
- Centre Africa

- Eveil – Hommage à Theodorákis

- Jeux de regards

- Udi bimpe? Sur une litanie africaine

#### Pianotrio
- Frédéric Chopin 1810-2010

- Franz Liszt 1811-2011

- Novel 1 Suspense

- Sui Generis 2

#### Marimba, viool en piano
- Variations préhistoriques

#### Zang, viool en piano
- Que despierte el leñador (sopraan)

#### Zang, gitaar en piano
- Nocturnes égarements

#### Zang en 2 gitaren
- Il est de ces amours (mezzosopraan)

#### Zang, klarinet (of viool) en piano
- Those Who Believe in Spring (sopraan)

#### Viool, basklarinet en piano
- Court métrage - Suspense

#### Zang, cello en piano
- L’Exilé (mezzosopraan)

- Virginia (mezzosopraan)

#### Zang en piano quatre-mains
- How Did We Catch Her (coloratuursopraan)

- Alarm Clock (coloratuursopraan)

#### Fluit, viool en piano
- Irlandaise

- Milos

#### Fluit,fagoten piano
- Nicolas

#### Klarinet, cello en piano
- Chemin du lanternier

#### Piano 6-handig
- Bruxelles Tango

#### Voor kinderen
- Le gros matou et la danse des souris

### Kwartetten

#### Zang, klarinet, viool en cello
- This January Morning

#### Klarinettenkwartet
- Dionysos (3 klarinetten en basklarinet)

#### Saxofoonkwartet
- Udi bimpe? Litanie populaire africaine

#### Fluitkwartet
- Felice Natale

#### Gitaarkwartet
- Soul

- Udi bimpe

#### Strijkkwartet
- Le Jardin de Monet

- Irlandaise

- Au Printemps

- Une certaine idée de l’Italie

- Hellénique 2 – O Nikos

#### Zang, klarinet of viool, piano 4-mains
- Le Secret

#### Klarinet, viool, cello en piano
- Butterly

#### Piano 8-handig
- Sarajevo

#### Kwintetten
- Five Poems by Linda Rimel (mezzosopraan en strijkkwartet, contrabas optioneel)

#### Sopraan, viool, cello en piano 4-mains
- Le Secret

#### Sopraan, klarinet, viool, piano en claves
- Féminin

#### Koperkwintet
- Anachromes

#### Trombonekwartet en optionele pauken
- Anachrome IV (3 tenortrombones en bastrombone)

#### Piano 8-handig en basklarinet
- Sarajevo

### Koorwerken
- Ballade de bon conseil

- In the beginning - Profane Anthem

- Psalm 97

- Udi bimpe?

- What We Want Is Peace on Earth

- Ave Sancta Maria

- St.-Martin

### Orkestwerken
- Concertino voor gitaar en strijkorkest

- Hymne (sopraan en orkest)

- La Fille du Peuple – symfonisch gedicht

- Parabole (fluitorkest)

- Bach 9 Cordes